# Žanjevec
Žanjevec (znanstveno ime Polygala chamaebuxus) je zimzelen polgrm iz družine grebenuševk, ki je razširjen po Evropi.

## Opis
Ozko ovalni, usnjati listi žanjevca so na olesenelo steblo razvrščeni premenjalno. Njegovi dvobočno somerni dvobarvni cvetovi so dolgi od 10 do 15 mm, poženejo pa po eden ali dva v zalistjih stebelnih listov. Običajno so čašni listi beli in rumeni ali škrlatni in rumeni. Cvet je sestavljen iz petih čašnih listov, notranja dva sta povečana in podobna cvetnim listom.  
Žanjevec najraje raste na suhih pustih tleh na apnenčasti podlagi zahodnje in osrednje Evrope. V Sloveniji uspeva v alpskem, predalpskem in dinarskem svetu, kjer cveti od aprila do junija v svetlih gozdovih in suhih travnikih.